# برايان أورتيغا
برايان أورتيغا (بالإنجليزية: Brian Ortega) هو فنان قتال مختلط أمريكي، ولد في 21 فبراير 1991 في كاليفورنيا في الولايات المتحدة.

## وصلات خارجية
- برايان أورتيغا على موقع يو إف سي (الإنجليزية)
- برايان أورتيغا على موقع شيردوغ (الإنجليزية)
- برايان أورتيغا على موقع Tapology.com (الإنجليزية)
- برايان أورتيغا على موقع IMDb (الإنجليزية)
- برايان أورتيغا على موقع قاعدة بيانات الفيلم (الإنجليزية)